# 山西建筑职业技术学院
37°44′26″N 112°41′55″E / 37.74063°N 112.69868°E
山西建筑职业技术学院，简称山西建院，是一所位于中华人民共和国山西省太原市的高职院校。学校隶属山西省住房和城乡建设厅，受山西省教育厅业务领导。
山西建筑职业技术学院始建于1952年8月，时名山西省土木工程学校，为隶属于山西省建设厅的中专。1954年4月，学校改名山西省建筑工程学校，隶山西省人民政府建筑工程局。1955年6月，再度改名为城市建设部太原建筑工程学校。文化大革命中，学校被撤销。文革结束后，学校以山西建筑专科学校之名复校。后来学校更名山西建筑工程学校。1980年2月，学校改隶山西省建筑工程局。1983年12月，又改隶山西省建设厅。2002年11月，学校更名为山西建筑职业技术学院。
2020年12月18日，经中华人民共和国教育部批准，将山西大学商务学院、山西交通职业技术学院、山西建筑职业技术学院办学资源整合，重组为公办本科层次职业高等学校山西工程科技职业大学，由山西省人民政府管理领导。

## 外部連結
- 山西建筑职业技术学院 （页面存档备份，存于）